# 弗尔巴斯河

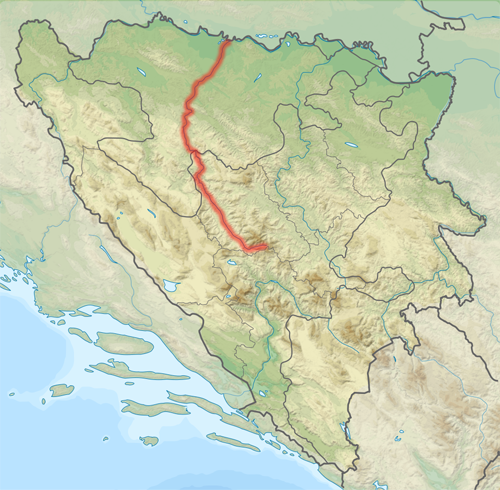
弗尔巴斯河以紅色標示

弗尔巴斯河，波黑主要河流之一，萨瓦河的支流。全长235公里，流域面积5570平方公里。发源于弗拉尼察山脉（Vranica），Gornji Vakuf镇附近，海拔1530米。在格拉迪斯卡东16公里处汇入萨瓦河。流经城镇有布戈伊诺、亚伊采、巴尼亚卢卡等。弗尔巴斯在塞尔维亚-克罗地亚语中为柳树的意思，因为Banja Luka附近的河岸边有许多柳树。